# Orlando Brown
Orlando Brown (Los Ángeles, California; 4 de diciembre de 1986) es un actor, rapero y cantante estadounidense. Es conocido por su papel como Eddie en That's So Raven. También formó parte del elenco en la película de Disney Max Keeble's Big Move como Dobbs. Además hizo una aparición en la serie original de Disney Channel Phil del Futuro como Andy Baxley. Ha sacado varias producciones discográficas, entre ellas se encuentra "Trade It All" y la más reciente "I'm ready" lanzada en 2006. Participó en varios vídeos musicales de Disney en el cual se destaca "A Dream Is A Wish Your Heart Makes" (Cenicienta) acompañado de Raven-Symoné, Cole Sprouse, Dylan Sprouse, entre otros.
Participó en la famosa serie Cosas de Casa entre las temporadas 7 y 9 como hijo adoptivo de los Winslow.

## Filmografía
| Año  | Título                                                                       | Rol                       | Notas                                           |
| ---- | ---------------------------------------------------------------------------- | ------------------------- | ----------------------------------------------- |
| 1995 | Major Payne                                                                  | Kevin "Tiger" Dunne       |                                                 |
| 1997 | A Walton Easter                                                              | spelling Bee finalist     |                                                 |
| 1998 | Senseless                                                                    | Brandon Witherspoon       |                                                 |
| 2000 | Inhumane Worker                                                              | Marchel Williats          |                                                 |
| 2000 | Perfect Game                                                                 | Marcel Williams           |                                                 |
| 2000 | The Tangerine Bear                                                           | Bear, Little Boy (voices) |                                                 |
| 2001 | Max Keeble's Big Move                                                        | Dobbs                     |                                                 |
| 2003 | Maniac Magee                                                                 | Mars Bar Thompson         |                                                 |
| 2003 | Eddie's Million Dollar Cook-Off                                              | Frankie                   |                                                 |
| 2005 | Suits on the Loose                                                           | Cody                      |                                                 |
| 2005 | The Proud Family Movie                                                       | Sticky Webb (voice)       | Elenco principal, película de TV Disney Channel |
| 2012 | Christmas in Compton                                                         | Tyrone                    |                                                 |
| 2012 | We the Party                                                                 | Club DJ                   | Uncredited                                      |
| 2013 | Run Ya' Pockets: A Political Economy Analysis of Crime Amongst Harlem Youths | LeTavious                 | College film                                    |
| 2015 | Straight Outta Compton                                                       | Block Dude                |                                                 |
| 2015 | American Bad Boy                                                             | Charles                   |                                                 |
| 2022 | Bloody Hands                                                                 | Detective Brown           |                                                 |

### Televisión
| Year      | Title                              | Role                            | Notes                                           |
| --------- | ---------------------------------- | ------------------------------- | ----------------------------------------------- |
| 1995      | Coach                              | Kid                             | Episode: "Ten Percent of Nothing"               |
| 1996      | In the House                       | Steven                          | Episode: "To Die For"                           |
| 1996      | The Parent 'Hood                   | George Washington Carver        | Episode: "I'm O'Tay, You're O-Tay"              |
| 1996–1998 | The Jamie Foxx Show                | Nelson                          | Elenco recurrente (4 episodios), serie de TV    |
| 1996–1997 | Waynehead                          | Damey Wayne "Waynehead" (voice) | 13 episodios                                    |
| 1996–2000 | Moesha                             | Chuckie / James                 | invitado 3 episodios                            |
| 1997–1999 | Malcolm & Eddie                    | Max Cairo                       | Episode: "Hoop Schemes" Episode: "Daddio"       |
| 1997      | Sister, Sister                     | Clayton                         | Episode: "Little Man Date"                      |
| 1997      | The Pretender                      | Bruno                           | Episode: "Back From The Dead Again"             |
| 1997      | The Wayans Bros.                   | Charlie                         | Episode: "Say It Ain't So, Marlon"              |
| 1996–1998 | Family Matters                     | Jerry Jamal "3J" Jameson        | 21 episodes                                     |
| 1998–1999 | Two of a Kind (American TV series) | Max                             | 8 episodes                                      |
| 1999      | Friends and Foes                   | Chris                           | Invitado 1 episodio serie de TV                 |
| 1999      | Safe Harbor                        | Chris                           | 10 episodios                                    |
| 2001      | Lizzie McGuire                     | Travis Elliot                   | Episode: "Random Acts of Miranda"               |
| 2001–2005 | The Proud Family                   | Sticky Webb (voz)               | 38 episodios                                    |
| 2002–2004 | Fillmore!                          | Cornelius Fillmore (voz)        | 26 episodios                                    |
| 2002–2007 | Express Yourself                   | Himself                         | Invitado, serie de TV                           |
| 2003–2004 | Clifford's Puppy Days              | Evan Thomas Taylor (voz)        | invitado 3 episodios, serie de TV               |
| 2003–2007 | That's So Raven                    | Edward "Eddie" Thomas           | Elenco principal, serie de TV Disney Channel    |
| 2004      | Start Up, Go Down, and Get Lost    | Dwayne                          | 1 episode                                       |
| 2004      | One on One                         | Dwayne                          | Episode: "He's Not Heavy, He's My Half-Brother" |
| 2005      | Phil of the Future                 | Andrew "Andy" Baxley            | Episode: "Team Diffy"                           |
| 2007      | WordGirl                           | Tommy (voz)                     | Episode: "Jerky Jerk/Becky's Birthday"          |
| 2011      | The End                            | The Man / The Boomshadow        | 4 episodios                                     |
| 2011      | Hell's Kitchen                     | El mismo                        | Invitado, 1 episodio serie de TV                |
| 2023      | Bad Boys: Texas                    | El mismo                        | Elenco principal serie de TV (temporada 2)      |

- Datos: Q518206